# Enserola
Enserola, és una partida del terme municipal de Conca de Dalt, al Pallars Jussà, a l'antic terme de Toralla i Serradell, en el territori del poble d'Erinyà.
Està situada a prop de l'extrem nord del terme municipal, quasi limítrof amb el terme de Senterada. És a sota i a migdia de la Taula d'Enserola, a l'esquerra del barranc d'Enserola, davant i al nord de l'Obaga de Sant Isidre. És a llevant del Salt d'Aigua.